# Batalla de Grauholz

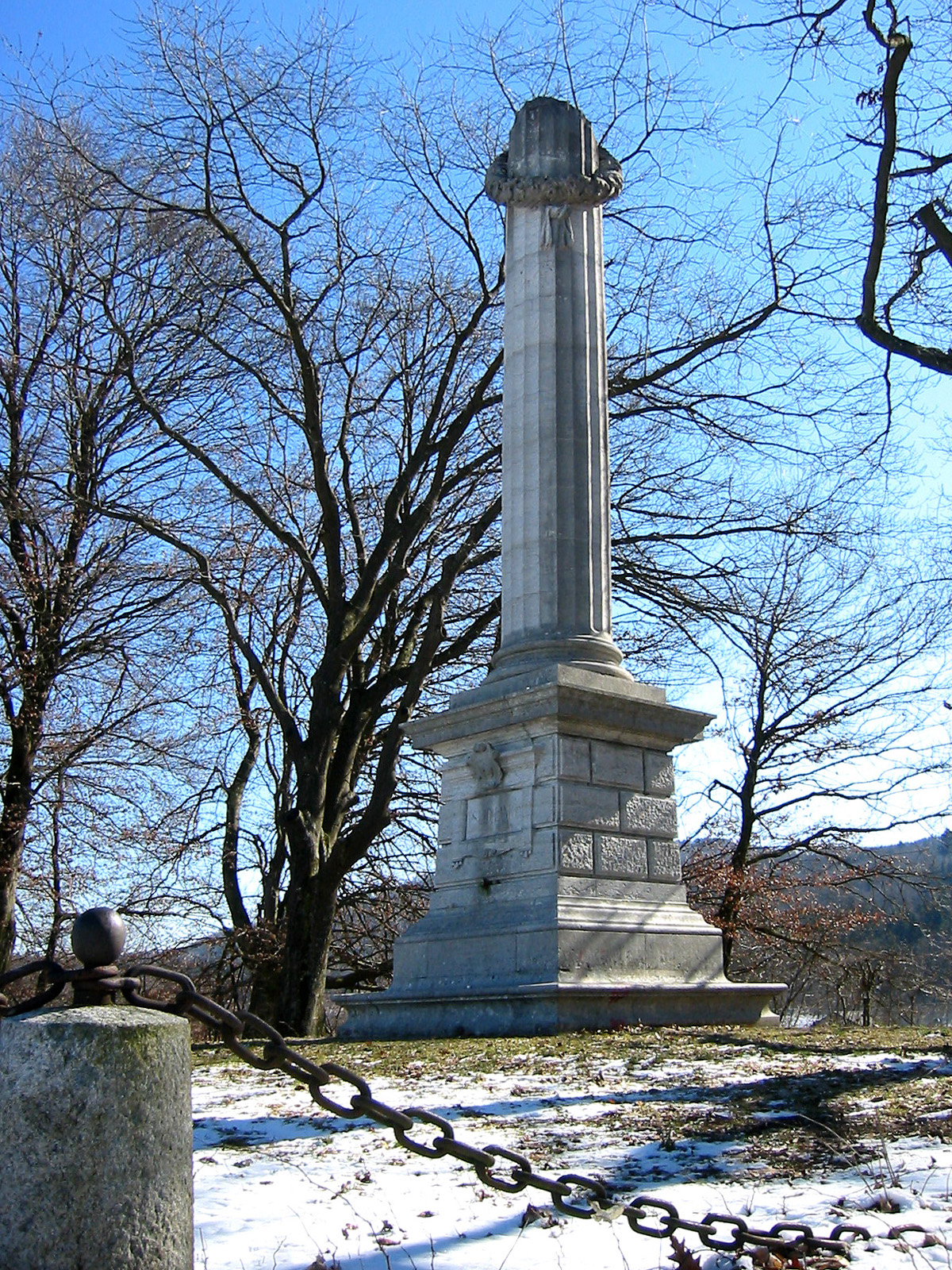
Monumento a la batalla de Grauholz en Moosseedorf

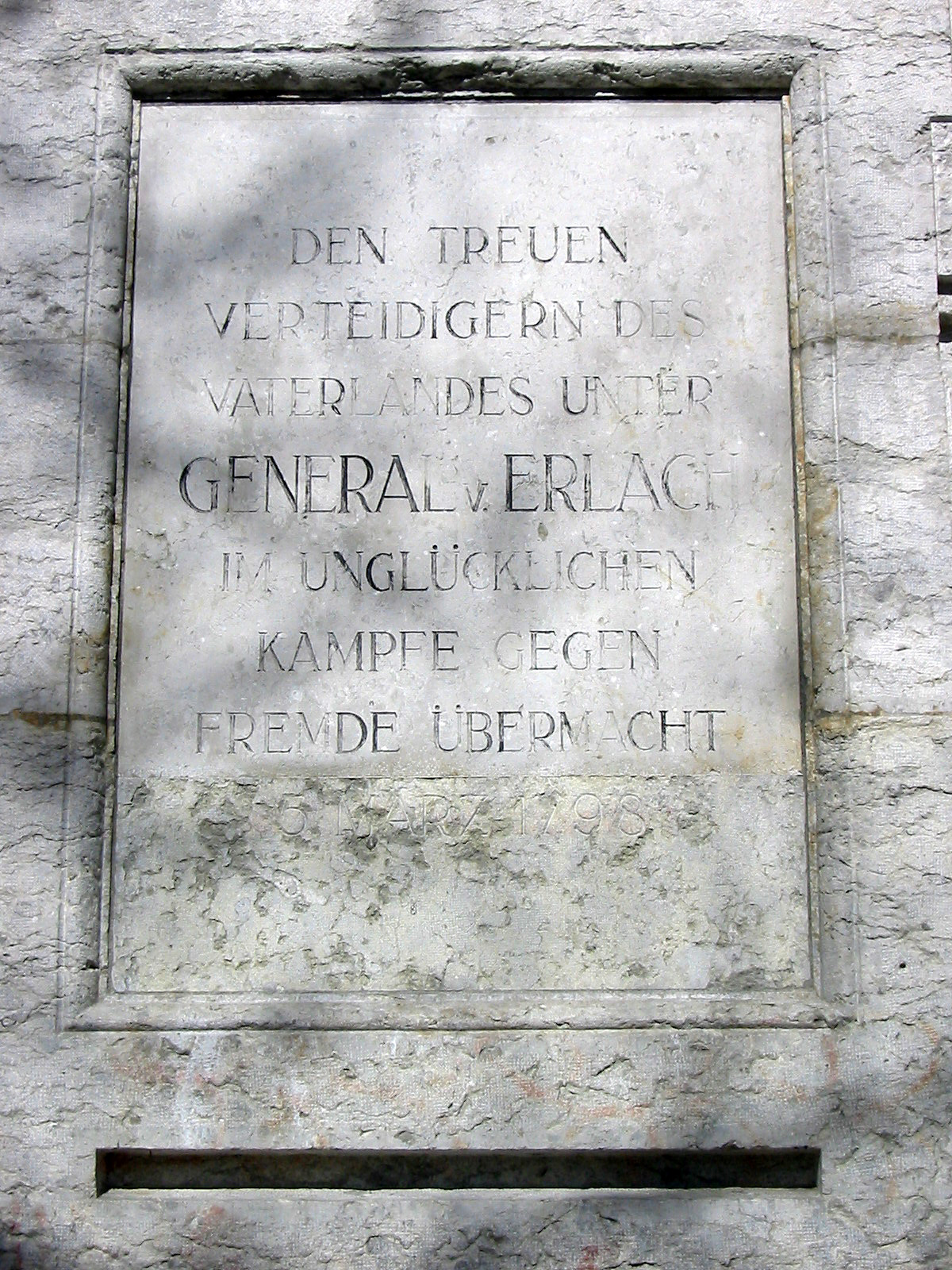
Placa del monumento a la batalla de Grauholz

La batalla de Grauholz sucedió el 5 de marzo de 1798,  fue una batalla entre un ejército bernés comandado por Karl Ludwig von Erlach contra el ejército revolucionario francés al mando de Balthazar Alexis Henri Schauenburg. La batalla sucedió en Grauholz, una colina boscosa, lugar en la cual, actualmente, están los municipios de Urtenen-Schönbühl y Moosseedorf en el cantón de Berna en Suiza. El gobierno de Berna ya se había rendido el día anterior y esta derrota en Grauholz terminó con la resistencia contra los franceses en el norte del cantón.

## Antecedentes
Con la intención de controlar los pasos alpinos y de establecer un Estado colchón entre las monarquías hostiles de Europa, Francia invadió a algunos de los Estados asociados de la Confederación Suiza. Parte del obispado de Basilea fue absorbida por Francia en 1793. En 1797 Napoleón anexó Valtellina (en la frontera con Graubünden) a la nueva República Cisalpina (un Estado satélite de Francia) en el norte de Italia e invadió desde ahí los remanentes que quedaban al sur del obispado de Basilea.
En 1798, la confederación fue invadida por el Ejército Revolucionario Francés, por instigación de la facción republicana en Vaud, dirigida por Frédéric-César de La Harpe. Vaud estaba bajo el control de Berna, sin embargo, estaban descontentos de tener un gobierno que, la mayor parte del tiempo, hablaba en un idioma diferente y que provenía de una cultura diferente. Los ideales de la Revolución Francesa habían calado fuertemente en Vaud. Así que cuando Vaud se rebeló y se declaró una república, los franceses tuvieron un pretexto para invadir toda la Confederación. El ejército francés entró en la República Lemánica el 24 de enero de 1798 y las tropas de Berna se retiraron pacíficamente a Murten y Friburgo . El general francés Balthazar Alexis Henri Schauenburg desplegó tropas en dos alas y se preparó para atacar desde el norte y el sur. Berna reunió aproximadamente unas 20.000 tropas, mientras que el resto de la Confederación proporcionó 4.100 tropas de apoyo. Las dos alas del ejército francés tenían alrededor de 35.000 soldados.
Berna se negó a aceptar un gobierno liderado por el Partido "Reforma o Paz", el cual era apoyado por Francia, esto les proporcionó un pretexto a los franceses para realizar la invasión. El 1 de marzo de 1798, las tropas francesas invadieron Berna y el Cantón de Soleura. Al día siguiente, se dieron las batallas de Lengnau, Twann y Grenchen y Bellach las cuales resultaron todas en victorias francesas y dio paso a la capitulación de Soleura. El 4 de marzo de 1798, el gobierno de Berna se rindió ante los franceses, pero las tropas de Berna se prepararon para luchar contra los invasores.

## La batalla
El ejército de Berna, que consistía de unos 6.400 hombres, se enfrentaron por primera vez a un ejército francés, que consistió de unos 18.000 hombres, en la batalla de Fraubrunnen, sin embargo, se vieron obligados a regresar a Grauholz, una colina boscosa cerca de Berna. Para entonces, el general Erlach solo tenía dos batallones de soldados. Muchas mujeres, ancianos e, incluso, niños de la población rural se unieron a las tropas de Berna e intentaron proteger su ciudad de la invasión francesa. Un testigo indica que varios residentes de la aldea cercana de Bollingen se unieron al ejército Bernés.
El ejército de Berna resistió durante aproximadamente dos horas y media contra un mucho más grande ejército francés antes de que finalmente cedieran. La mayor parte del ejército de Berna abandonó el bosque en pequeños grupos o individualmente. De los agricultores de la aldea de Bollingen, un total de 27 hombres murieron en la batalla. Un informe de 1804 indicó que los suizos sufrieron 2.000 bajas mientras que los franceses tuvieron alrededor de 1.600 muertos y más heridos. Una estimación posterior señala que Berna perdió a un total de 700 hombres en las batallas entre el 2 y el 5 de marzo de 1798, pero se desconocen las pérdidas francesas en la campaña.

## Consecuencias
A pesar de que el general Johann Rudolf von Graffenried había obtenido una victoria contra el ala sur de Francia en Neuenegg aquel mismo día, la rendición del gobierno y la derrota en Grauholz acabaron con la resistencia de Berna.
El general Karl Ludwig von Erlach se retiró con una parte de su ejército. Intentó mantener Schosshalde y Felsenburg, la entrada a Untertorbrücke y la ciudad de Berna, pero no tuvo éxito. Luego viajó hacia el sur, preparándose para trasladarse al Oberland bernés y organizar desde ahí una resistencia. Sin embargo, en Wichtrach fue atacado por soldados o granjeros de Berna, quienes lo creían (equivocadamente) un traidor, siendo asesinado.